# Emmanuel Maboang
Emmanuel Maboang est un footballeur international camerounais né le 27 novembre 1968, qui évoluait au poste de milieu de terrain au Rio Ave Futebol Clube et en équipe du Cameroun. Site officiel de l ex mondialiste camerounais president de l ALIFE et entraineur en ile de france

## Carrière
- Canon Yaoundé
- Rio Ave Futebol Clube
- Górnik Zabrze
- Pelita Jaya Purwakarta